# Gare de Lourches
La gare de Lourches est une gare ferroviaire française de la ligne de Busigny à Somain, située sur le territoire de la commune de Rœulx, à proximité de Lourches, dans le département du Nord, en région Hauts-de-France.
Elle est mise en service en 1857 par la Compagnie des chemins de fer du Nord. C'est une halte voyageurs de la Société nationale des chemins de fer français (SNCF) desservie par des trains TER Hauts-de-France.

## Situation ferroviaire
Établie à 33 mètres d'altitude, la gare de Lourches est située au point kilométrique (PK) 223,539 de la ligne de Busigny à Somain, entre les gares de Bouchain et de Somain. C'est une gare de bifurcation, origine de la ligne de Lourches à Valenciennes, suivie par la gare de Denain.

## Histoire

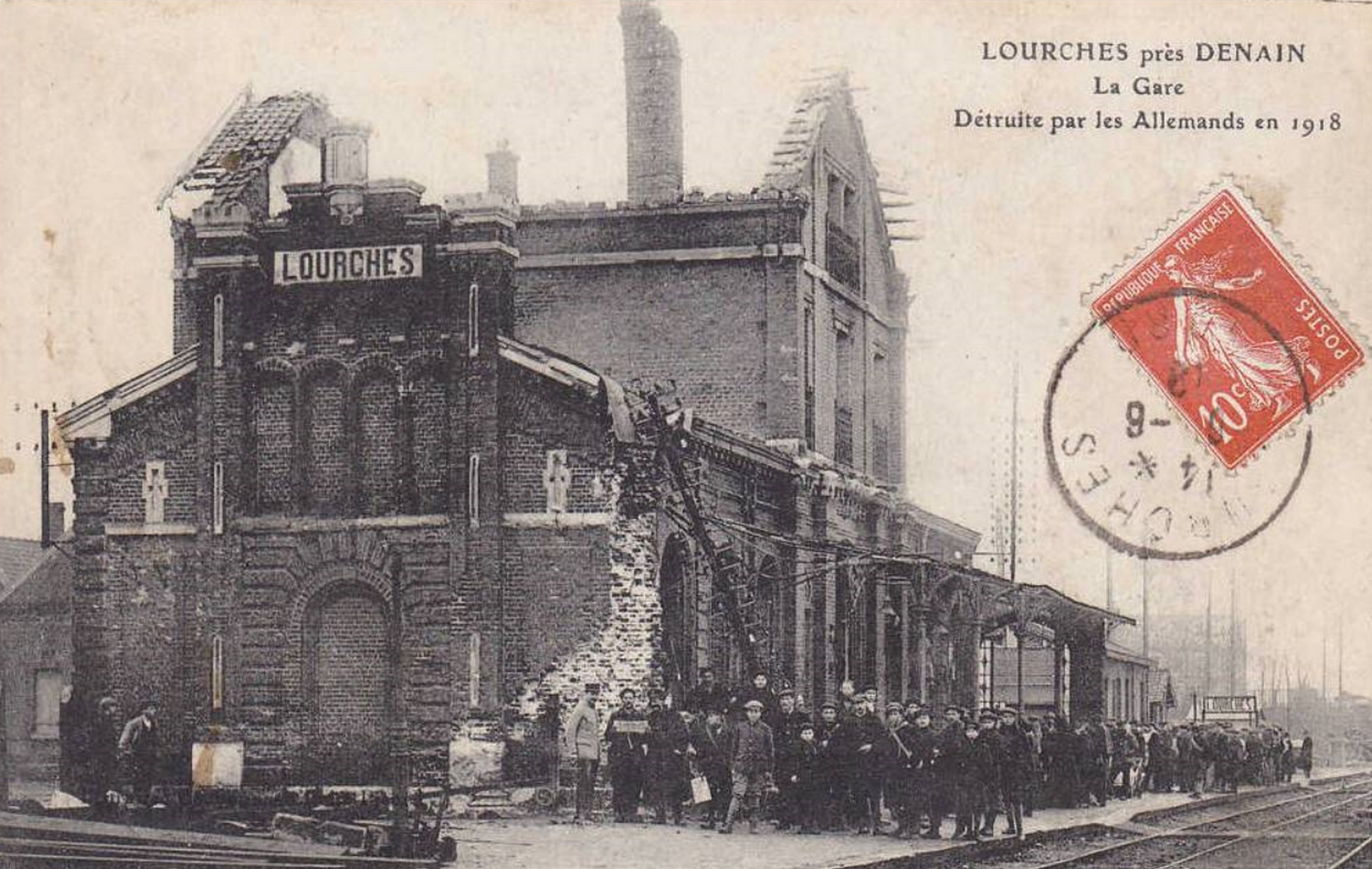
La gare après la Première Guerre mondiale.

La station de Lourches est mise en service le 11 octobre 1857 par la Compagnie des chemins de fer du Nord, lorsqu'elle ouvre au service des marchandises à petite vitesse la section de Lourches à Somain de sa ligne de Busigny à Somain, qui est ouverte dans sa totalité au service voyageurs le 15 juillet 1858.
Le tableau du classement par produit des gares du département du Nord pour l'année 1862, réalisé par Eugène de Fourcy ingénieur en chef du contrôle, place la station de Lourches au 13e rang, et au 24e pour l'ensemble du réseau du Nord, avec un total de 513 232,19 fr. Dans le détail cela représente : 20 696,47 fr pour un total de 12 032 voyageurs transportés, la recette marchandises étant de 828,48 fr (grande vitesse) et 491 707,24 fr (petite vitesse). 
La gare de Lourches fut raccordée à l'électricité grâce à la petite centrale électrique de Jules Margerin à Neuville-sur-Escaut, probablement dès la fin du XIXe siècle.
Lors de la Première Guerre mondiale, le bâtiment voyageurs est détruit par l'armée allemande en 1918.
Le second bâtiment voyageurs a été rasé en juillet 2010[réf. nécessaire]. Il reste alors sur le site, la halle à marchandises et un poste d'aiguillage commandant les voies de service. La commande des voies principales est assurée depuis le PCD de Somain depuis novembre 2014, à cette occasion le BMU a été remplacé par du BAL. Le poste d'aiguillage no 2 a été rasé en 2016, tandis que la halle datant du XIXe siècle l'a été en 2020.[réf. nécessaire]

## Service des voyageurs

### Accueil
Halte SNCF, c'est un point d'arrêt non géré (PANG) à entrée libre.

### Desserte
Lourches est desservie par des trains TER Hauts-de-France qui effectuent des missions entre les gares de Cambrai et de Valenciennes.

### Intermodalité
Un parking pour les véhicules y est aménagé.
La gare est desservie par la ligne 4 du réseau Transvilles.

## Galerie de photographies

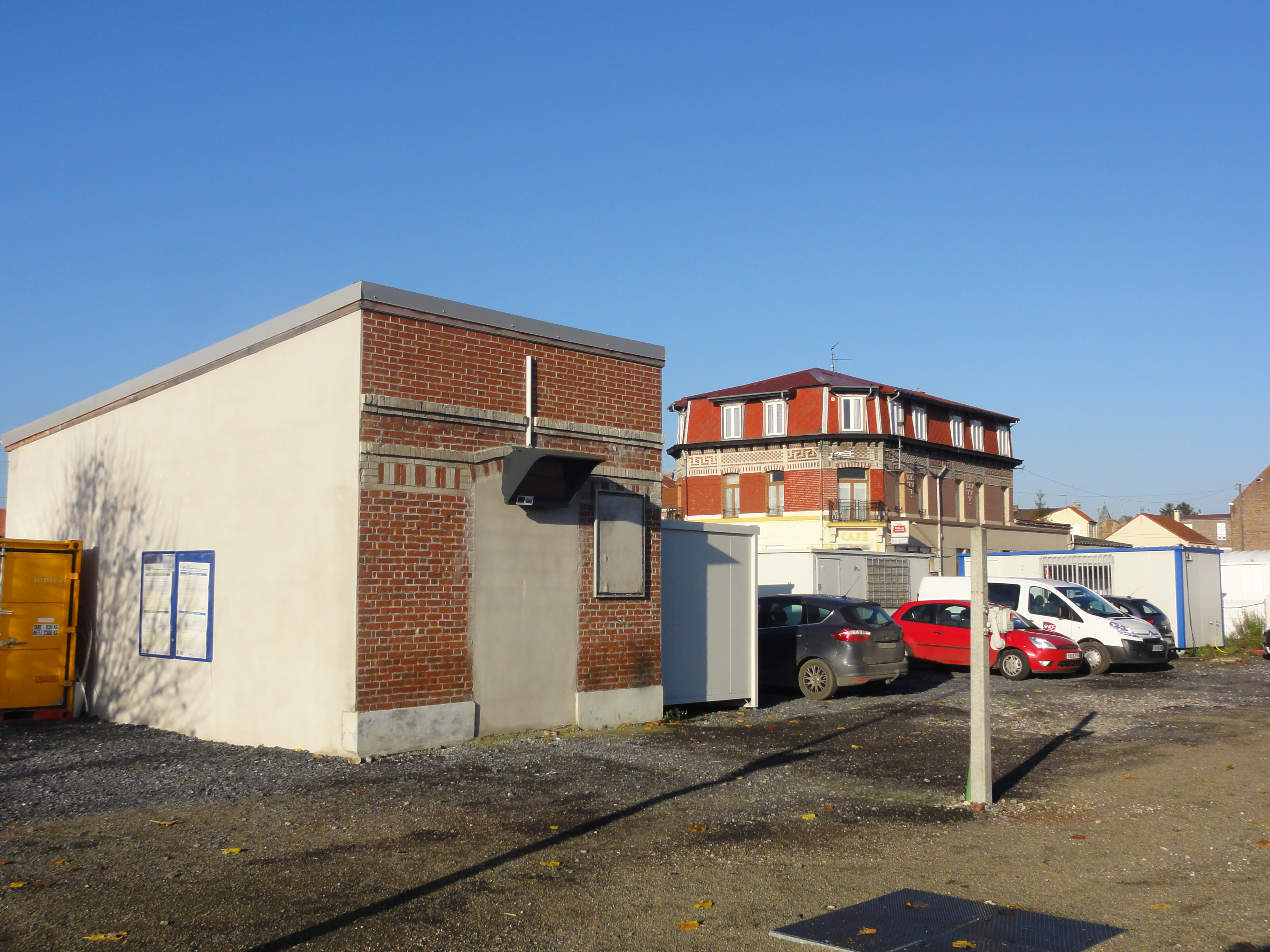
Le seul vestige du second bâtiment voyageurs.
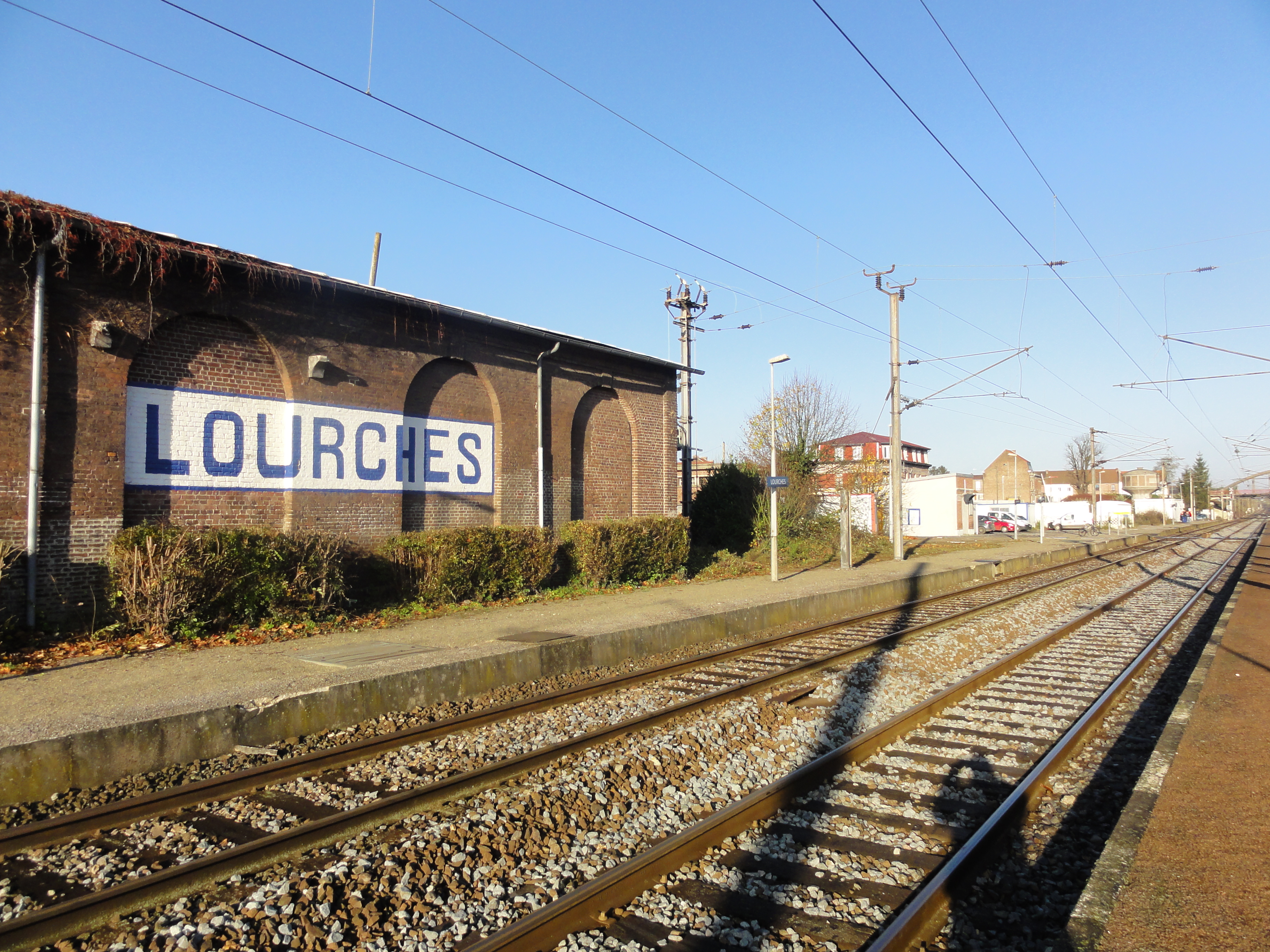
La halle et les voies.
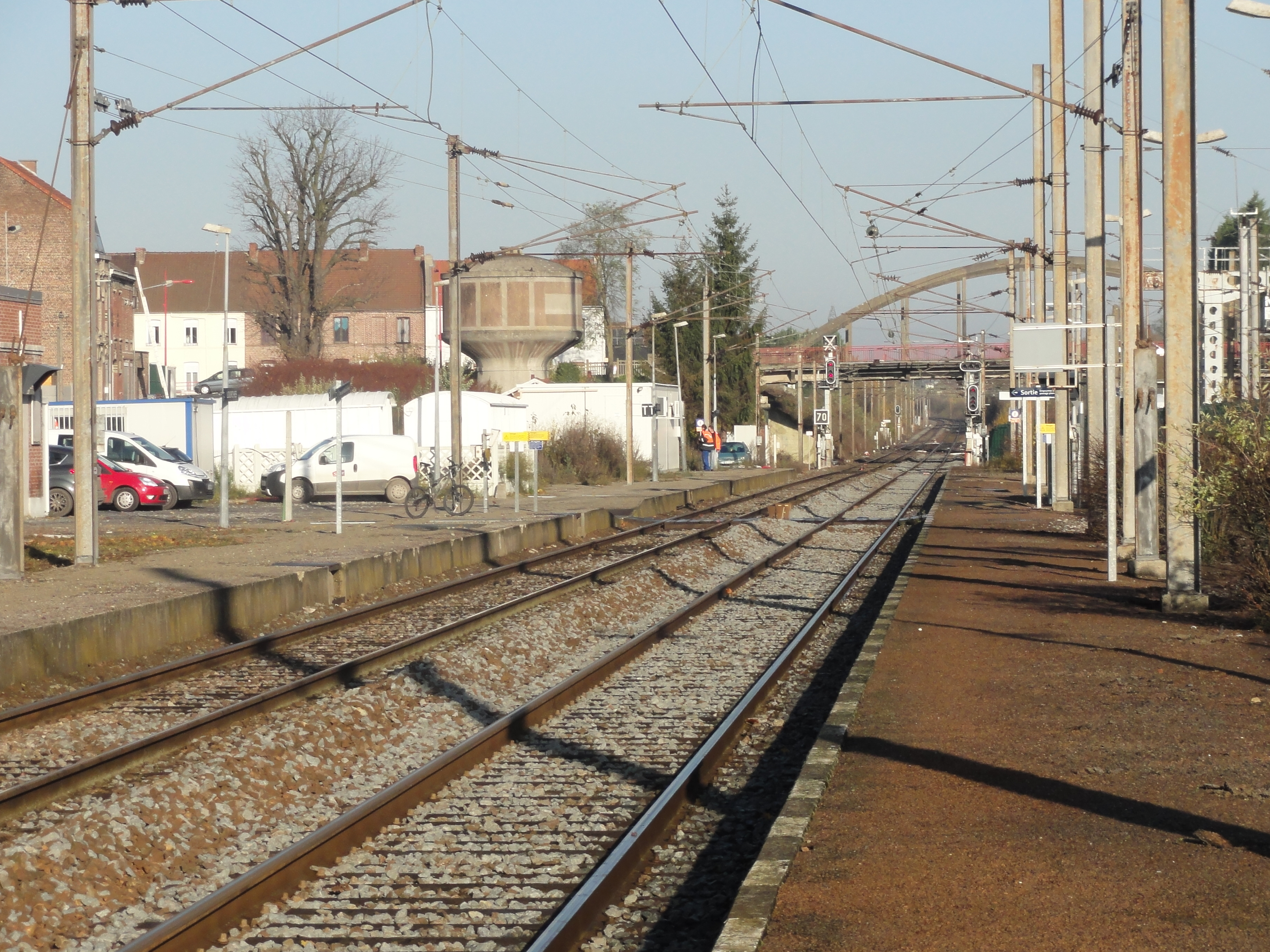
Les quais.
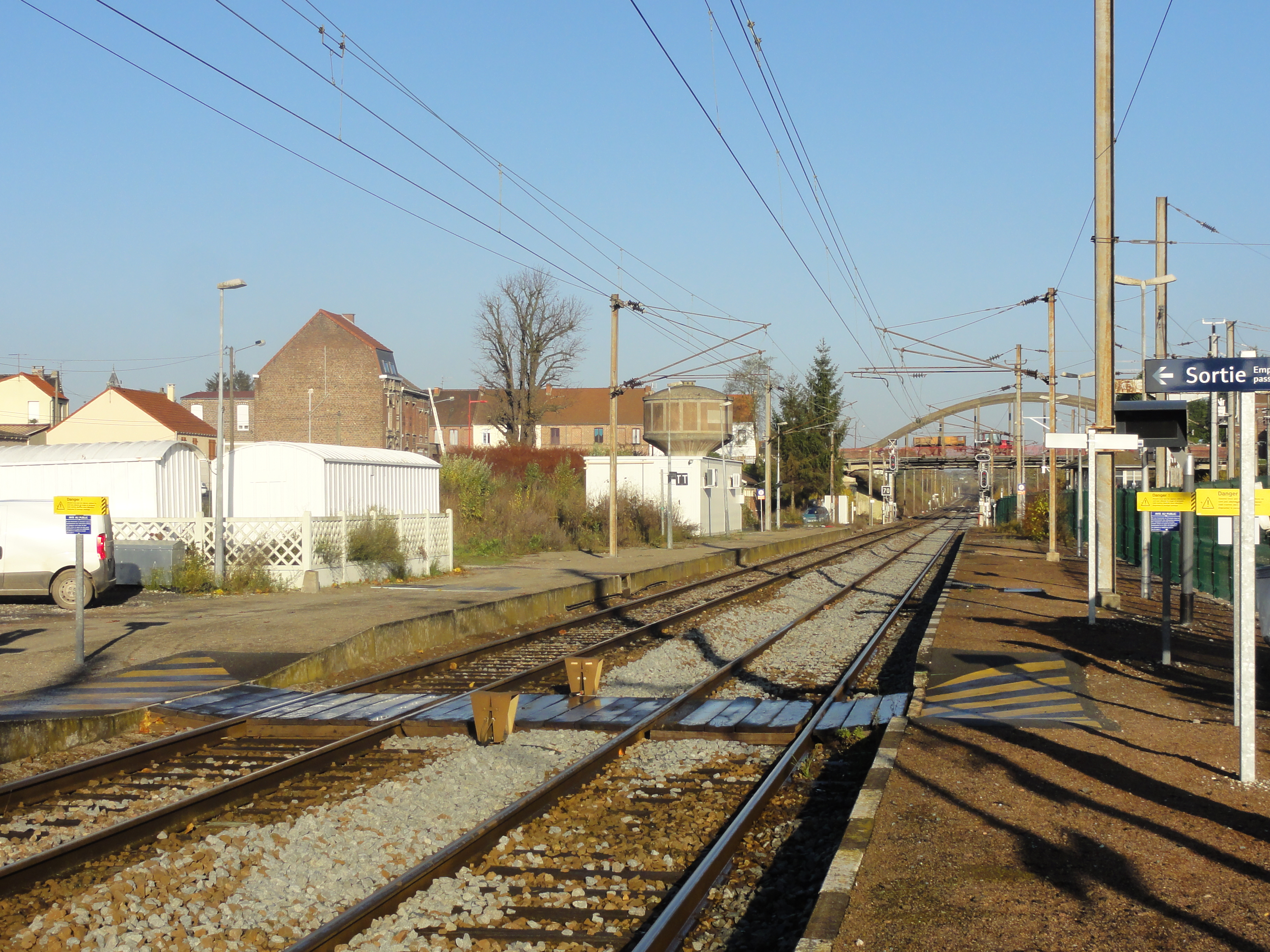
Les quais.